# Gutsbezirk
Gutsbezirk (i Østrig: Gutsgebiet) var en feudal administrativ enhed i Preussen, Kongeriget Sachsen og Østrig, som var sammenlignelig med en landkommune (Gemeinde). Det havde ingen lokal forvaltning, men blev forvaltet af godsejeren. Alle offentlige rettigheder og pligter i et Gutsbezirk blev således opretholdt af godsejeren som en offentlig person. Fra 1928 til 1930 afskaffedes stort set alle Gutsbezirke som administrative enheder og erstattedes af kommuner med en kommunal forvaltning. I Tyskland er der dog stadig nogle kommune-frie områder, som er en rest af det feudale system.
| Historie | Spire Denne historieartikel er en spire som bør udbygges. Du er velkommen til at hjælpe Wikipedia ved at udvide den. |